# James Edward Quibell
James Edward Quibell, né à Newport le 11 novembre 1867 et mort à Hertford le 5 juin 1935, est un égyptologue britannique.

## Biographie
James Edward Quibell est l'assistant de Flinders Petrie lors de plusieurs fouilles à Coptos, Nagada, Ballas et Hiérakonpolis. Sous ses ordres, entre 1899 et 1904, il est inspecteur des antiquités pour le delta du Nil et la Moyenne Égypte pendant qu'Howard Carter était inspecteur à Louxor. Il travaille également dans la nécropole thébaine et au Ramesséum où il trouve, en 1896, les papyri médicaux, le papyrus dramatique et un exemplaire du Conte de Sinouhé. Entre 1904 et 1905, il est inspecteur à Saqqarah où il est aussi l'assistant de Firth. Il découvre, dans la vallée des Rois, en 1905, la tombe KV46 de Youya et Touya, les parents de la reine Tiyi, épouse d'Amenhotep III. De 1914 à 1923, il assure le poste de conservateur du Musée du Caire ; puis, de 1931 à 1935, il est directeur des fouilles de la pyramide à degrés de Saqqarah.

## Publications
- The Tomb of Yuaa and Thuiu, Catalogue Général du Musée du Caire 51001-51191, IFAO, Le Caire, 1908.
- Excavations at Saqqara (1907-8), IFAO, Le Caire, 1909.
- Excavations at Saqqara (1908-9, 1909-10), The monastery of Apa Jeremias, IFAO, Le Caire, 1912.
- The tomb of Hesy, Excavations at Saqqara (1911-1912), Service des antiquités de l’Égypte, Le Caire, 1913.
- Archaic mastabas, Excavations at Saqqara (1912-1914), Service des antiquités de l’Égypte, Le Caire, 1923.
- Avec A.G.K. Hayter, Teti pyramid, north side, Excavations at Saqqara, Service des antiquités de l’Égypte, Le Caire, 1927.
- Avec C.M. Firth, The step pyramid, I et II, Excavations at Saqqara, Service des antiquités de l’Égypte, Le Caire, 1935-1936.